# Крапивня (Винницкая область)
Крапивня (укр. Кропивня) — село на Украине, находится в Шаргородском районе Винницкой области.
Код КОАТУУ — 0525380504. Население по переписи 2001 года составляет 83 человека. Почтовый индекс — 23508. Телефонный код — 4344.
Занимает площадь 0,461 км².

## Адрес местного совета
23507, Винницкая область, Шаргородский р-н, с. Гибаловка, ул. Молодёжная, 4